# Goldwörth
Goldwörth – gmina w Austrii, w kraju związkowym Górna Austria, w powiecie Urfahr-Umgebung. Liczy 918 mieszkańców (1 stycznia 2015).